# Albrecht Daniel Thaer-Institut für Agrar- und Gartenbauwissenschaften

Albrecht Daniel Thaer

Das Albrecht Daniel Thaer-Institut der Lebenswissenschaftlichen Fakultät der Humboldt-Universität zu Berlin verfügt über zwei Departments, das der Agrarökonomie sowie das der Nutzpflanzen- und Tierwissenschaften. Es gehören des Weiteren zwei An-Institute und das Seminar für Ländliche Entwicklung zum Albrecht Daniel Thaer-Institut. Das Institut bietet 3 Bachelor- und 9 Masterstudiengänge im Bereich der Agrar- und Gartenbauwissenschaften an. Alle Studiengänge sind akkreditiert. Die zentralen Forschungsgebiete sind die Sicherung der Welternährung, die Gewährleistung einer ökologisch und ökonomisch nachhaltigen Ressourcennutzung und der Erhalt der natürlichen Umwelt. Vorläufer des Institutes reichen bis in das Jahr 1806 zurück.

## Geschichte

Hauptgebäude der LGF, Invalidenstraße 42

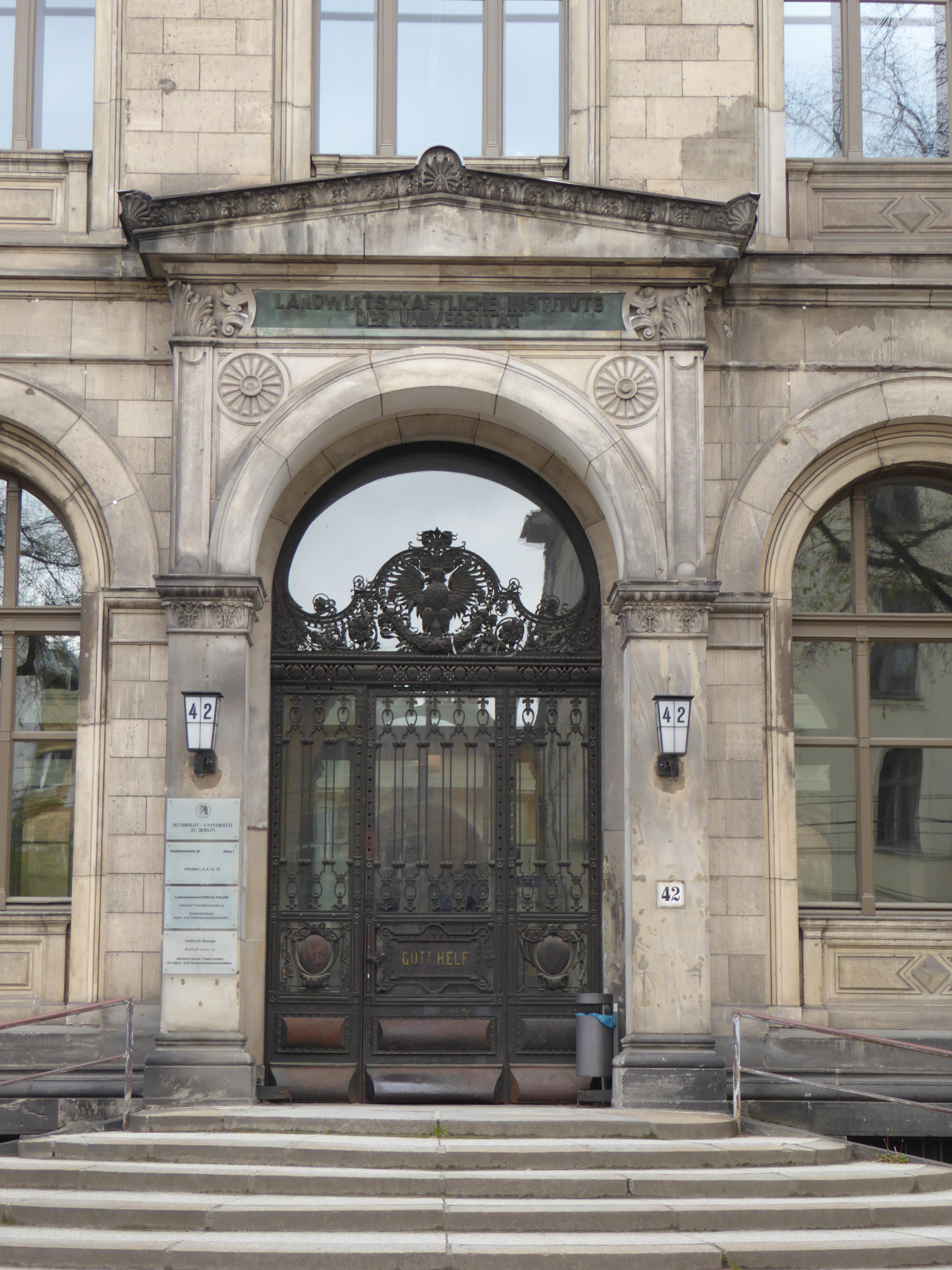
Eingangsportal des Institutes

### Königliche Preußische Akademische Lehranstalt des Landbaus
Das 1806 im märkischen Rittergut Möglin eröffnete Landwirtschaftliche Lehrinstitut – ab 1819 "Königliche Preußische Akademische Lehranstalt des Landbaus" – das als direkter Vorgänger der akademischen Landwirtschaftsausbildung in Berlin angesehen werden kann, ist in erster Linie seinem Begründer, dem deutschen Agrarwissenschaftler Albrecht Daniel Thaer (1752–1828), zu verdanken, der an der 1810 gegründeten Berliner Universität von 1810 bis 1819 als außerordentlicher Professor landwirtschaftliche Vorlesungen hielt. Der zuvor in Celle tätige Arzt und Landwirt gewann und publizierte während seiner Lehr- und Forschungstätigkeit in Möglin und Berlin wissenschaftliche Erkenntnisse, die die Geschichte der gerade entstehenden Landwirtschaftswissenschaften maßgeblich mitbestimmten. Er veröffentlichte sie in etwa 450 Büchern und Schriften. Das in Möglin durchgeführte Lehrprogramm mit den Grundlagenfächern Chemie, Physik, Geologie, Geographie, Botanik, Zoologie und Mathematik, der "Gewerbslehre" (der heutigen Agrarökonomie entsprechend), der "Agronomie" (heute Bodenkunde, Düngerlehre, Acker- und Pflanzenbau) und der Tierzucht einschließlich Tierernährung und Tierhaltung sowie zahlreichen Nebenfächern entsprach in seinen Grundzügen durchaus heutigen Vorstellungen.
Nach dem altersbedingten Ausscheiden Thaers aus der Universität 1819 blieb das Extraordinariat für Landwirtschaft zunächst unbesetzt, wurde dann ab 1827 von J. E. Stoerig und ab 1855 von C. Schultz-Fleeth wahrgenommen, bis schließlich, einem allgemeinen Trend der Zeit folgend, 1859 auf besondere Initiative von H. v. Nathusius und A. Orth in Verbindung mit der Berliner Universität ein selbstständiges landwirtschaftliches Lehrinstitut gegründet wurde.

### Königliche Landwirtschaftliche Hochschule Berlin
Mit dem Wintersemester 1880/81 konnte der Vorlesungsbetrieb an der neu gegründeten Landwirtschaftlichen Hochschule aufgenommen werden. Am 14. Februar 1881 wurde ihr der Titel Königliche Landwirtschaftliche Hochschule Berlin verliehen. Es folgte eine Zeit des Aufschwungs – steigende Studentenzahlen, moderne Studienpläne, neue Fachrichtungen, viel beachtete wissenschaftliche Ergebnisse auf verschiedenen Gebieten, Erlangung des Promotionsrechtes –, die jedoch jäh unterbrochen wurde durch den Ersten Weltkrieg und seine auch für die Hochschule schlimmen Folgen. Verbunden ist diese insgesamt erfolgreiche Periode in der Entwicklung der Landwirtschaftlichen Hochschule mit berühmten Wissenschaftlerpersönlichkeiten, so dem Genetiker Erwin Baur, dem Pflanzenzüchter Kurt von Rümker, dem Chemiker Max Delbrück und dem Nobelpreisträger Eduard Buchner.
Da die Gebäude in der Invalidenstraße 42 trotz des Zukaufs von Grundstücken in der Nähe nicht mehr ausreichten, siedelten seit Anfang der 1920er bis Anfang der 1930er Jahre von den 27 Instituten 13 nach Berlin-Dahlem in das Gelände am Albrecht-Thaer-Weg und der Lentzeallee um. Mit der Einrichtung einer Abteilung Gartenbau an der Landwirtschaftlichen Hochschule im Jahre 1929 entstand der erste universitäre gartenbauliche Studiengang in Deutschland.

### Die Fakultät in der Zeit des Nationalsozialismus
Mit dem Machtantritt der Nationalsozialisten 1933 waren auch die Landbauwissenschaften in Berlin durch die Gleichschaltung von Lehre und Forschung in die politischen und ökonomischen Ziele des Naziregimes gekennzeichnet. Aus politischen oder rassischen Gründen wurden anerkannte Hochschullehrer wie L. Armbruster, F. Baade, K. Brandt, A. Hanau, C. Neuberg entlassen. Ende 1934 wurden die Landwirtschaftliche und die Tierärztliche Hochschule in Berlin als Landwirtschaftlich-Tierärztliche Fakultät an die Berliner Universität angegliedert. In dieser Form existierte sie jedoch nur drei Jahre und teilte sich 1937 in eine landwirtschaftliche und eine veterinärmedizinische Fakultät. In den Jahren 1941–42 waren Mitarbeiter der Fakultät unter Regie von K. Meyer am Entstehen von Teilen des berüchtigten "Generalplanes Ost" beteiligt, der die Vertreibung und den Tod von Millionen Menschen der osteuropäischen Völker vorsah.
Fakultät und Universität unterstützen die Aufarbeitung dieses Kapitels deutscher Geschichte. Am Ende des Zweiten Weltkrieges stand auch die Landwirtschaftliche Fakultät vor einem Trümmerhaufen. Große Teile der Fakultätsgebäude, insbesondere in der Invalidenstraße, waren zerstört, wertvolle Tierbestände vernichtet, zahlreiche Wissenschaftler und Studenten hatten das nationalsozialistische Kriegsabenteuer mit dem Leben bezahlen müssen, etwa 80 Prozent der wertvollen Bücher- und Zeitschriftenbestände der landwirtschaftlichen Bibliothek fielen nach einem Bombentreffer den Flammen zum Opfer.

### Die Teilung der Fakultät
Schon im Juli 1945 bestätigte der Rat der Fakultät die ersten sieben Professoren in ihren Ämtern u. a. den Tierphysiologen E. Mangold, den Zuckertechnologen O. Sprengler, den Pflanzenzüchter K. Opitz, den Landmaschinentechniker G. Fischer, etwas später weitere, wie E. A. Mitscherlich, und im Jahre 1946 konnte der Vorlesungsbetrieb wiedereröffnet werden. 1947 erweiterte die Fakultät ihren Namen in „Landwirtschaftlich-Gärtnerische Fakultät“; die Berliner Universität nannte sich ab dem 8. Februar 1949 „Humboldt-Universität zu Berlin“ (HU). 1951/52 wurde auf Initiative von Hans Helmuth Wundsch die Fachrichtung „Fischwirtschaft“ begründet.
Da der Hauptteil der Fakultätsgebäude im Osten Berlins lag, unterstand die Fakultät der sowjetischen Militäradministration. Andererseits waren gerade diese Einrichtungen besonders stark zerstört, so dass der Lehrbetrieb großenteils nach Dahlem verlagert wurde. Die Situation verkomplizierte sich noch, als mit Wirkung vom 12. Juni 1949 die in den Westsektoren liegenden Institute der Landwirtschaftlich-Gärtnerischen Fakultät dem dortigen Senat unterstellt wurden und zwei Jahre später die Leiter dieser im Westteil der Stadt befindlichen Institute beschlossen, einen von der Humboldt-Universität unabhängigen Vorlesungs- und Forschungsbetrieb durchzuführen. Auf Beschluss des Abgeordnetenhauses vom 6. März 1951 wurden diese Institute zum Hochschulinstitut für Landbau zusammengeschlossen und am 9. April desselben Jahres als Fakultät für Landbau in die Technische Universität (TU) eingefügt.
Damit setzte eine fast 40-jährige getrennte Entwicklung der universitären landwirtschaftlichen Bildungsstätten in Ost- und West-Berlin ein. Obwohl es in dieser Zeit bemerkenswerte Leistungen in der universitären agrarwissenschaftlichen Forschung und Lehre gab, konnte nicht an die bedeutenden Traditionen der Landwirtschaftlichen Hochschule angeknüpft werden. Dies hatte verschiedene Ursachen.
An der Humboldt-Universität wurden Lehre und Forschung immer mehr den politischen und ökonomischen Zielen der SED untergeordnet. Das kam besonders in der Aufspaltung der Fakultät in die Sektionen Pflanzenproduktion, Tierproduktion und Veterinärmedizin sowie Gartenbau Ende der 1960er Jahre zum Ausdruck. Diese Aufspaltung orientierte sich an der Trennung von Tier- und Pflanzenproduktion in der landwirtschaftlichen Praxis. Die Ausbildung von Leitern für die landwirtschaftliche und gärtnerische Praxis wurde immer mehr Schwerpunkt der Bildungsarbeit der Fakultät bzw. der Sektionen. Der Ausbau der Grundlagenforschung erfolgte dagegen bevorzugt an der Akademie der Landwirtschaftswissenschaften (erst DAL, später AdL). Trotz ungünstiger Rahmenbedingungen haben die Angehörigen der Fakultät mit Fleiß und hoher Fachkompetenz Lehre und Forschung so entwickelt, dass sie auch international hohe Anerkennung erreichten.
Die Fakultät für Landbau an der TU sah sich seit dem Mauerbau 1961 vor allem mit den Problemen sinkender Studentenzahlen und des fehlenden agrarischen Hinterlandes konfrontiert. Ende der 1960er Jahre – ausgelöst durch Studentenunruhen – fanden an der TU tiefgreifende Reformen statt. Die Fakultät für Landbau wurde in die drei Fachbereiche (FB) „Lebensmitteltechnologie und Biotechnologie“ (FB 13), „Landschaftsentwicklung“ (FB 14) und „Internationale Agrarentwicklung“ (FB 15) aufgeteilt. Letzterer verfolgte insbesondere das Ziel, landwirtschaftliche Fachkräfte für den Einsatz in Entwicklungsländern auszubilden und agrarwissenschaftliche Fragen tropischer und subtropischer Regionen zu bearbeiten. Aber auch diese neue Ausrichtung konnte nicht verhindern, dass ab 1974 auf Empfehlung des Wissenschaftsrates Immatrikulationen für den FB 15 vorläufig eingestellt werden mussten. Erst 1978 konnten wieder Studenten für das Hauptstudium „Internationale Agrarentwicklung“ und 1985 auch für das Grundstudium „Agrarwissenschaften“ aufgenommen werden.

### Landwirtschaftlich-Gärtnerische Fakultät
Mit der politischen Wende in der DDR 1989 und der am 3. Oktober 1990 vollzogenen Wiedervereinigung Deutschlands ergab sich die Möglichkeit, in Berlin wieder eine gemeinsame agrarwissenschaftliche Fakultät einzurichten. Schon im Frühjahr 1990 hatten Mitarbeiter und Studenten der HU in freien demokratischen Wahlen ihre akademischen Selbstverwaltungsgremien gewählt, und zum 1. September wurden die agrarwissenschaftlichen Sektionen aufgelöst und durch drei Fakultäten, "Landwirtschaft und Gartenbau", "Nahrungsgüterwirtschaft und Lebensmitteltechnologie" sowie "Veterinärmedizin", ersetzt. Im Jahr 1991 evaluierte der Wissenschaftsrat die agrarwissenschaftlichen Einrichtungen an den drei Berliner Universitäten und gab Empfehlungen für deren Weiterentwicklung. Entsprechend diesem Vorschlag wurde mit dem 1. Oktober 1992 der gemeinsame Fachbereich Agrar- und Gartenbauwissenschaften an der HU etabliert. Den Prozess der Zusammenführung des FB "Internationale Agrarentwicklung" und der Fakultät für Landwirtschaft und Gartenbau leitete bis Ende März 1994 ein Gründungskomitee mit E.Reisch (Hohenheim) als Gründungsdekan. Dieses Gremium entwarf das Konzept für die Struktur der neuen Fakultät, seit dem 8. Dezember 1993 wieder "Landwirtschaftlich-Gärtnerische Fakultät", mit insgesamt 40 Professuren in zunächst sieben Instituten. Die unter Leitung des Gründungskomitees begonnene Konsolidierung der Fakultät konnte ab dem 1. April 1994 unter der Regie des neu gewählten Fakultätsrates fortgesetzt werden. Ausdruck des wachsenden studentischen Interesses an den Studiengängen und Studienrichtungen waren steigende Immatrikulationszahlen.
Der Aufstieg der Fakultät während des Fusionsprozesses setzte sich bis in das Jahr 1996 fort, als die Berliner Senatsverwaltung ankündigte, aus Kostengründen die Landwirtschaftlich-Gärtnerische Fakultät schließen zu wollen. Dies wurde auch durch den Protest von Studenten, Mitarbeitern, Vertretern nationaler und internationaler landwirtschaftlicher Gremien und Landwirten verhindert. Die Fakultät reagierte mit der Neukonzeption ihrer Struktur mit nur noch vier Instituten. Einige Fachgebiete konnten nicht weitergeführt werden. Unter diesen Umständen war es schwer, das Profil an Studien- und Forschungsleistungen mit Auswahl- und Kombinationsmöglichkeiten für die Studierenden aufrechtzuerhalten. Deshalb wurde auch das Studium zum WS 2000/01 neu strukturiert.
Ausgehend von den seit 1997 gemachten Erfahrungen mit dem DAAD-geförderten englischsprachigen Master-Studiengang "International Agricultural Sciences" wurden die beiden Bachelor-Studiengänge Agrarwissenschaften und Gartenbauwissenschaften, sowie die 7 Master-Studiengänge Gartenbauwissenschaften, Agrarökonomie, Pflanzenbauwissenschaften, Nutztierwissenschaften, Internationale Agrarwissenschaften (deutsch und englisch), Nachhaltige Landnutzung, Fishery Science and Aquaculture / Fischwirtschaft und Gewässerbewirtschaftung (englisch und deutsch) eingerichtet, die zu den ersten akkreditierten agrarwissenschaftlichen Studiengängen in Deutschland gehören. Heute verfügt die LGF über weltweite Beziehungen zu 40 Partneruniversitäten. Außerdem bestehen enge Kooperationen mit Instituten der „Wissenschaftsgemeinschaft Gottfried Wilhelm Leibniz e. V.“ (bis 1998 „Blaue Liste“) wie dem Länderinstitut für Bienenkunde Hohen Neuendorf e. V., Leibniz-Institut für Agrartechnik Potsdam-Bornim e. V., Leibniz-Institut für Gewässerökologie und Binnenfischerei (IGB) im Forschungsverbund Berlin e. V., Institut für Binnenfischerei e. V., Leibniz-Zentrum für Agrarlandschaftsforschung (ZALF) e. V., Leibniz-Institut für Gemüse- und Zierpflanzenbau Großbeeren/Erfurt e. V.

### Albrecht Daniel Thaer-Institut für Agrar- und Gartenbauwissenschaften
Am 1. April 2014 wurde die Landwirtschaftlich Gärtnerische Fakultät im Zuge der Fakultätenreform der Humboldt-Universität zu Berlin aufgelöst und als Albrecht Daniel Thaer-Institut in die im selben Jahr gegründete Lebenswissenschaftliche Fakultät integriert.

## Studium
Etwa 1800 Studierende nutzen das Angebot der Albrecht Daniel Thaer-Institutes, das von rund 40 Professorinnen und Professoren bereitgestellt wird. Es bestehen Kooperationen mit unterschiedlichen Partnern der Humboldt-Universität, der Freien Universität Berlin sowie Institutionen und Betrieben in und um Berlin. Es werden seit 1999 Bachelor und Masterstudiengänge angeboten.

### Bachelorstudiengänge
- Agrarwissenschaften
- Gartenbauwissenschaften
- Land- und Gartenbauwissenschaft (mit Lehramtsoption)

### Masterstudiengänge
- Prozess- und Qualitätsmanagement
- Integrated Natural Resource Management
- Agrarökonomik/Agricultural Economics
- Fishery Science and Aquaculture
- International Master in Rural Development
- International Master in Horticultural Science
- Masterstudium für das Lehramt Land- und Gartenbauwissenschaften
- Master in Biodiversity Management and Research
- Master in Arid Land Studies

### Weitere Angebote
- Postgraduiertenstudium "Berufsfeld Internationale Entwicklungszusammenarbeit" am Seminar für Ländliche Entwicklung
- Promotionskolleg Agrarökonomik

## Struktur
(Stand Januar 2013)

### Department für Agrarökonomie

#### Fachgebiete
- Agrarpolitik
- Allgemeine Betriebslehre des Landbaus
- Gender und Globalisierung
- Internationaler Agrarhandel und Entwicklung
- Ökonomik der Gärtnerischen Produktion
- Ressourcenökonomie

#### Juniorprofessuren
- Quantitative Agrarökonomik
- Fachdidaktik Agrar- und Gartenbauwissenschaften

#### S-Juniorprofessur
- Kooperationswissenschaften

#### S-Professuren
- Entwicklungsökonomie
- Ökonomie und Politik ländlicher Räume

#### Honorarprofessuren
- Internationale Agrarentwicklung (BMZ)
- Umweltethik (Schweisfurth)

#### Gastprofessur
- Umweltgovernance (Einstein Junior Fellowship)

#### Arbeitsgruppe
- Landwirtschaftliche Beratung und Kommunikationslehre

### Department für Nutzpflanzen- und Tierwissenschaften

#### Fachgebiete
- Acker- und Pflanzenbau
- Biometrie und Versuchswesen
- Biosystemtechnik
- Bodenkunde und Standortlehre
- Lehr- und Forschungsgebiet Gärtnerische Pflanzensysteme
- Pflanzenernährung
- Phytomedizin
- Spezielle Zoologie
- Tierhaltungssysteme und Verfahrenstechnik
- Urbane Ökophysiologie
- Züchtungsbiologie und molekulare Tierzüchtung

#### Juniorprofessur
- Aquakultur

#### S-Professuren
- Biologie und Ökologie der Fische (IGB)
- Ernährungsphysiologie der Nutzpflanzen (IGZ)
- Integratives Fischereimanagement (IGB)
- Landschaftsstoffdynamik (ZALF)
- Nutzungsstrategien für Bioressourcen (ATB)

#### Apl. Professuren
- Agrarklimatologie (LGF)
- Dendroökologie (KFE)
- Reproduktionsbiologie (IZW)

#### Honorarprofessuren
- Bienenkunde (LIB)
- Bioverfahrenstechnik (ATB)
- Tierhaltungssysteme (ATB)
- Vorratsschutz (JKI)

## Zentrale Einrichtungen der LGF

Forschungsgewächshäuser Campus Dahlem

Lehr- und Forschungsstation Thyrow

### Campus Nord
Auf dem Campus Nord befinden sich u. a. das Hauptgebäude mit Hörsälen, Fachgebiete, der Thaersaal, das Gemeinschaftslabor Analytik, das Molekularbiologische Zentrum sowie der Sitz der Fachschaft der LGF mit dem studentischen Café "Flora Soft". Weitere Fachgebiete, Lehr- sowie Forschungseinrichtungen und Hörsäle befinden sich auf dem Gelände an der Hannoverschen Straße/Philippstraße. Die Gebäude sind zum Großteil denkmalgeschützt.

#### Molekularbiologisches Zentrum
Das Molekularbiologische Zentrum der LGF hat das Ziel, Grundvoraussetzungen für eine zeitgemäße Forschung und Lehre auf den Gebieten der Molekulargenetik zu schaffen. Es wird dort an der Isolierung und Analyse genetischen Materials von Nutztieren und Nutzpflanzen gearbeitet sowie Laborequipment zur eigenverantwortlichen Durchführung von Forschungsprojekten an der LGF bereitgestellt. Studenten haben dort die Möglichkeit, sich innerhalb mehrerer Module theoretische und praktische Kenntnisse auf dem Gebiet der molekularen Grundtechniken anzueignen. Auch für Wissenschaftler der Fakultät besteht die Möglichkeit, molekulare Arbeitsmethoden zu erlernen. Dabei ist vor allem an Nachwuchswissenschaftler gedacht, die eine weitere Qualifizierung auf dem Gebiet der Molekularbiologie in Einrichtungen des In- und Auslandes anstreben.

#### Gemeinschaftslabor Analytik
Im Gemeinschaftslabor Analytik werden seit dem 1. Januar 2005 Untersuchungen, die für experimentell arbeitende Fachgebiete der Landwirtschaftlich-Gärtnerischen Fakultät von Interesse sind, durchgeführt. Dabei steht die gemeinsame Nutzung eines analytischen Geräte- und Methodenspektrums im Mittelpunkt. Das Gemeinschaftslabor ist auch in die Ausbildung von Studierenden und Doktoranden integriert.

### Lehr- und Forschungsstationen
Die Lehr- und Forschungsstationen der LGF befinden sich in Berlin-Dahlem und Thyrow. Sie werden von den Bereichen Freiland und Forschungsgewächshaus der Lehr- und Forschungsstation betreut und gehören dem Department Nutzpflanzen- und Tierwissenschaften an. Darüber hinaus gibt er Unterstützung bei der Durchführung von On-Farm-Versuchen. Das Institut für Agrar- und Stadtökologische Projekte an der Humboldt-Universität zu Berlin (IASP) betreut Feldversuche am Standort Berge (Land Brandenburg), der den Fachgebieten der LGF ebenfalls zur Verfügung steht. Neben der Absicherung von Versuchen im Rahmen aktueller Forschungsvorhaben ist die Betreuung und Dokumentation der zum Teil über 70-jährigen Dauerfeldversuche ein weiterer Schwerpunkt der Tätigkeit. Im Bereich der studentischen Ausbildung unterstützt der Bereich Freiland die Betreuung der pflanzen- und gartenbaulichen Demonstrationsanlagen sowie die Durchführung von Feldpraktika. Mit der Durchführung von Fachveranstaltungen und eigenen Fachbeiträgen ist er in die landwirtschaftliche Beratung eingebunden.

### Weitere Einrichtungen
- Institut für Agrar und Stadtökologische Projekte an der Humboldt-Universität zu Berlin
- Institut für Genossenschaftswesen an der Humboldt-Universität zu Berlin e. V.
- Seminar für Ländliche Entwicklung (SLE)